# Škoda Octavia
Škoda Octavia je automobil češkog proizvođača Škoda iz srednje klase, koji se proizvodi od 1996. godine.

## Prva generacija
Prva generacija Škode Octavije se proizvodi od 1996. godine. Danas se proizvodi samo kao model Tour paralelno uz drugu generaciju.
- Škoda Octavia I
- Škoda Octavia I

### Motori

#### Benzin
| Model    | Broj cilindara | Broj ventila | Obujam    | Snaga           | Proizvodnja   |
| -------- | -------------- | ------------ | --------- | --------------- | ------------- |
| 1.4      | 4              | 8            | 1.397 cm³ | 44 kW (60 PS)   | 1999. – 2001. |
| 1.4      | 4              | 16           | 1.390 cm³ | 55 kW (75 PS)   | 2000. – 2010. |
| 1.6      | 4              | 8            | 1.598 cm³ | 55 kW (75 PS)   | 1996. – 2000. |
| 1.6      | 4              | 8            | 1.595 cm³ | 74 kW (100 PS)  | 1998. – 2000. |
| 1.6      | 4              | 8            | 1.595 cm³ | 75 kW (102 PS)  | 2000. – 2010. |
| 1.8      | 4              | 20           | 1.781 cm³ | 92 kW (125 PS)  | 1997. – 1999. |
| 1.8 T    | 4              | 20           | 1781 cm³  | 110 kW (150 PS) | 1998. – 2010. |
| 1.8 T RS | 4              | 20           | 1.781 cm³ | 132 kW (180 PS) | 2001. – 2004. |
| 2.0      | 4              | 8            | 1.984 cm³ | 85 kW (115 PS)  | 1999. – 2004. |

#### Dieselov motor
| Model   | Broj cilindara | Broj ventila | Obujam    | Snaga          | Proizvodnja   |
| ------- | -------------- | ------------ | --------- | -------------- | ------------- |
| 1.9 SDI | 4              | 8            | 1.896 cm³ | 50 kW (68 KS)  | 1999. – 2004. |
| 1.9 TDI | 4              | 8            | 1.896 cm³ | 66 kW (90 KS)  | 1996. – 2004. |
| 1.9 TDI | 4              | 8            | 1.896 cm³ | 74 kW (100 KS) | 2001. – 2010. |
| 1.9 TDI | 4              | 8            | 1.896 cm³ | 81 kW (110 KS) | 1997. – 2004. |
| 1.9 TDI | 4              | 8            | 1.896 cm³ | 96 kW (130 KS) | 2003. – 2004. |

- Platforma: PQ34

### Povijest
- 1997. Limuzina sa 1.6 (75 KS), 1.8 20V (125 KS) i 1.9 TDI (90 KS)
- 1998. Karavan sa 1.6 (100 KS), 1.8 20V (125 KS), 1.8 Turbo (150 KS) i 1.9 TDI (90 i 110 KS)
- 1999. Karavan s 1,9-L-TDI i 4x4, ABS i Airbag serija, model "Laurin&Klement"; novi 1,9-L-SDI-Motor (68 KS)
- 2000. Novi motori 1.6 (102 KS), 2.0 4x4 (115 KS), 1.9 TDI 4x4 (100 KS)
- 2001. Redizajn, novi 1,4-L-motor, 4x4 karavan s 1.8 20V Turbo i 1.9 TDI; limuzina s 4x4, model RS sa 180 KS
- 2002. RS karavan
- 2003. 130 KS-TDI-Motor
- 2004. Nova Octavia dolazi. Stari model se još proizvodi pod imenom Octavia Tour (u Austriji Octavia Drive)
- 2010. Kraj proizvodnje Octavie 1U, posljednja koja je izašla iz proizvodnog pogona bila je 1.442.126 po redu.

### Verzije
- Limuzina
- Karavan

## Druga generacija
Druga generacija Škode Octavia se proizvodi od 2004. godine. Redizajn je bio 2009. godine.

### Motori
| Model        | Obujam cm³ | Broj ventila | Max. snaga kW (ka) pri min-1 | Max. broj okretaja Nm pri min-1 | Komentari                                                                  | Proizvodnja         |           |
| benzinski    | benzinski  | benzinski    | benzinski                    | benzinski                       | benzinski                                                                  | benzinski           | benzinski |
| ------------ | ---------- | ------------ | ---------------------------- | ------------------------------- | -------------------------------------------------------------------------- | ------------------- | --------- |
| 1.2 TSI      | 1190       | 16           | 77 (105) / 5000              | 175 / 1.550-4.100               | Zamjenit će 1.6 MPI                                                        | od 01/2010.         |           |
| 1.4 16V      | 1390       | 16           | 55 (75) / 5000               | 126 / 3800                      | samo za limuzinu                                                           | 04/2004. – 04/2006. |           |
| 1.4 16V      | 1390       | 16           | 59 (80) / 5000               | 132 / 3800                      | samo za limuzinu                                                           | od 04/2006.         |           |
| 1.4 TSI      | 1390       | 16           | 90 (122) / 5000              | 200 / 1500–4000                 | zamijenio 1.6 FSI                                                          | od 10/2008.         |           |
| 1.6 MPI      | 1595       | 8            | 75 (102) / 5600              | 148 / 3800                      | također dostupan s automatikom                                             | od 04/2004.         |           |
| 1.6 FSI      | 1598       | 16           | 85 (116) / 6000              | 155 / 4000                      | također dostupan s automatikom;od 10/2008. zamijenio ga 1.4 TSI            | 04/2004. – 10/2008. |           |
| 1.8 TSI      | 1798       | 16           | 118 (160) / 5000–6200        | 250 / 1500–4200                 | zamijenio 2.0 FSI                                                          | 06/2007. – 10/2008. |           |
| 1.8 TSI      | 1798       | 16           | 118 (160) / 4500–6200        | 250 / 1500–4500                 | nova verzija 1.8 TSI                                                       | od 10/2008.         |           |
| 2.0 FSI      | 1984       | 16           | 110 (150) / 6000             | 200 / 3500                      | dostupan s automatikom i kao 4x4; od 10/2008. potpuno zamijenjen s 1,8 TSI | 12/2004. – 09/2008. |           |
| 2.0 TSI      | 1984       | 16           | 147 (200) / 5100–6000        | 280 / 1700–5000                 | samo za RS                                                                 | od 09/2005.         |           |
| Dieselov     |            |              |                              |                                 |                                                                            |                     |           |
| 1.6 TDI (CR) | 1598       | 16           | 77 (105) / 4400              | 250 / 1500–2500                 | djelomično zamijenio 1.9 TDI                                               | od 06/2009.         |           |
| 1.9 TDI      | 1896       | 8            | 77 (105) / 4000              | 250 / 1900                      | također dostupan s DSG-om i 4x4; od 01/2012. zamijenio ga 1.6 TDI          | 04/2004. – 01/2012  |           |
| 2.0 TDI      | 1968       | 16           | 100 (136) / 4000             | 320 / 1750                      | također dostupan s DSG-om                                                  | 04/2004. – 10/2008. |           |
| 2.0 TDI      | 1968       | 8            | 103 (140) / 4000             | 320 / 1750                      | također dostupan s DSG-om, 4x4 i kao Scout                                 | 09/2005. – 04/2010. |           |
| 2.0 TDI (CR) | 1968       | 16           | 103 (140) / 4200             | 320 / 1750–2500                 | zamijenio je 2.0 TDI PD (103kw)                                            | od 04/2010.         |           |
| 2.0 TDI (PD) | 1968       | 16           | 125 (170) / 4200             | 350 / 1750                      | samo za Octavia RS                                                         | 08/2006. – 04/2008. |           |
| 2.0 TDI (CR) | 1968       | 16           | 125 (170) / 4200             | 350 / 1750–2500                 | samo za Octavia RS                                                         | od 04/2008.         |           |

- Platforma: PQ35

- Octavia (2004.-2009.)
- Pogled odostraga na limuzinu (2004.-2009.)
- Pogled odostraga na karavan (2004.-2009.)
- Octavia redizajn (od 2009.)
- Pogled odostraga na redizajniranu limuzinu (od 2009.)
- Pogled sprijeda na redizajnirani karavan (od 2009.)
- Pogled odostraga na redizajnirani karavan (od 2009.)
- Pogled na unutrašnjost redizajna

### Boje
Ovo su trenutne boje Octavia 1Z, boje prvog reda pokazuju boje koje može biti naređene sa standardnim automobilima, drugi redak pokazuje sve boje s kojima Octaviji RS-a mogu se naručiti. Među njima su boje koje su također dostupni za standardne automobile.
| Dinamik Plava | Aqua Plava Metalik | Arctic Zelena Metalik | Diamant-Silber metallic | Cappuccino Bež Metalik | Rosso Brunello Metalik | Satin Siva Metalik | Storm Plava Metalik |

| Candy Bijela | Corrida Crvena | Sprint Žuta | Anthracite Siva Metalik | Magično Crna Metalik | Brilliant Srebrna Metalik | Race Plava Metalik |

### Octavia RS
Od 2005. godine se proizvodi i sportski Octavia RS kao limuzina i karavan. Ima jedan benzinski motor (147 kW/200 KS) i od 2006. godine jedan dizelski motor (125 kW/170 KS).
- Octavia RS karavan (2007.-2009.)
- Pogled s ostraga na RS karavan (2007.-2009.)
- Octavia RS karavan (od 2009.)
- Pogled s ostraga na RS karavan (od 2009.)

### Octavia Scout
- Octavia Scout (2007.-2009.)
- Pogled s ostraga na Octavia Scout (2007.-2009.)
- Pogled s ostraga na redizajn Octavije Scout (od 2009.)

### Verzije
- Limuzina
- Karavan

## Vanjske poveznice
|  | Zajednički poslužitelj ima još gradiva o temi Škoda Octavia |

- Škoda Hrvatska